# Dixonius lao
Dixonius lao — вид ящірок з родини геконових (Gekkonidae). Описаний у 2020 році.

## Поширення
Ендемік Лаосу. Описаний з трьох зразків з карстових лісів навколо міста Тхакхек в провінції Кхаммуан в Центральному Лаосі.

## Опис
Невелика ящірка, завдовжки 5,5 см. Вержня частина тіла коричнева, нижня частина тіла світла.